# Rush (groupe)
Pour les articles homonymes, voir Rush.
Rush est un groupe canadien de hard rock, originaire de Toronto, en Ontario. Ses membres emblématiques sont le bassiste, claviériste et chanteur Geddy Lee, le guitariste Alex Lifeson, et le batteur et parolier Neil Peart. Créé en 1968, sa composition subit diverses modifications avant de se stabiliser en juillet 1974, à l'arrivée de Neil Peart, remplaçant le batteur originel John Rutsey, deux semaines avant la première tournée du groupe aux États-Unis.
Depuis la sortie de son premier album homonyme Rush en mars 1974, le trio est reconnu pour la qualité d'exécution instrumentale de ses membres, pour ses compositions complexes, ainsi que pour des paroles aux thèmes divers, tels que la science-fiction, la fantasy, la libre pensée, ou encore des thèmes humanitaires, sociaux ou environnementaux.
Musicalement, le style du groupe évolue au cours du temps. Au départ, il s'agit de hard rock dans la veine de Led Zeppelin teinté de blues, mais bien vite des éléments progressifs se multiplient, ainsi qu'un usage important des synthétiseurs. Le groupe influencera divers autres artistes, surtout dans le domaine du heavy metal, notamment Metallica,, The Smashing Pumpkins, Dream Theater, Primus et Symphony X. Rush est reconnu comme un des meilleurs groupes de musique canadiens.
Le groupe remporte plusieurs Prix Juno, et accède au Panthéon de la musique canadienne en 1994. Au cours de leur carrière, les trois membres de Rush sont reconnus pour leur compétence sur leurs instruments respectifs, chacun ayant remporté divers sondages organisés par des magazines. En tant que groupe, Rush est certifié disque d'or 24 fois et disque de platine 14 fois aux États-Unis. De plus, d'après le RIAA, Rush se classe quatrième groupe rock pour le nombre de disques d'or ou de platine consécutifs, après les Beatles, les Rolling Stones et Aerosmith. Il est également 79e dans le classement américain des ventes d'albums avec 25 millions d'unités. Les ventes au niveau mondial sont quant à elles estimées à 40 millions d'unités en 2004, bien qu'aucune étude précise n'ait été réalisée.
L'album Clockwork Angels sort en juin 2012 et la tournée liée débute en septembre 2012. Le 8 décembre 2015, Neil Peart annonce son départ à la retraite, ce qui est vite démenti par Geddy Lee. Mais l'état de santé du batteur, atteint d'arthrite, et le fait que la tournée R40 soit présentée comme la dernière, remettent le sort du groupe en question. En janvier 2018, le groupe annonce sa séparation,. Neil Peart meurt le 7 janvier 2020 des suites d'un cancer du cerveau.

## Biographie

### Période hard rock (1968-1976)
Le groupe est formé en 1968, dans le quartier Willowdale de Toronto, en Ontario, par le guitariste Alex Lifeson, le batteur John Rutsey et le bassiste/chanteur Geddy Lee. Le groupe est alors géré par Ray Danniels, qui a assisté à plusieurs des premiers concerts du groupe,.
Après avoir gagné cette stabilité et avoir fait ses preuves au niveau local, le groupe sort son premier single Not Fade Away, une reprise d'une chanson de Buddy Holly, en 1973. La face B contient une composition originale de Lee et Rutsey, intitulée You Can't Fight It. Ce single n'a guère de succès et, devant l'indifférence de son éditeur, le groupe crée son propre label indépendant, Moon Records. Avec l'aide de Danniels et l'ingénieur Terry Brown qu'il a engagé, Rush peut sortir son premier album homonyme, en 1974. Le style est ouvertement calqué sur Led Zeppelin. Le disque n'a qu'un impact local jusqu'à ce que la radio WMMS, de Cleveland (Ohio), repère la chanson Working Man, qui séduit les amateurs de hard rock, et permet enfin au groupe d'être signé par le label Mercury Records, qui réédite l'album,.
C'est alors que John Rutsey quitte le groupe en juillet 1974, à cause de son diabète et d'un faible goût pour les tournées de concerts. Rush auditionna des batteurs et sélectionna Neil Peart, qui rejoint officiellement le groupe le 29 juillet, deux semaines avant la première tournée du groupe aux États-Unis. Les trois musiciens jouent ainsi pour la première fois ensemble au Civic Arena de Pittsburgh en Pennsylvanie) le 14 août. Neil Peart devient bientôt également le parolier du groupe, reprenant ce rôle à Geddy Lee. Ainsi, Lee et Lifeson peuvent se consacrer entièrement à l'écriture musicale des chansons du groupe. Le deuxième album, Fly by Night, sort en 1975. Il contient notamment la première petite suite du groupe, By-Tor and the Snow Dog, riche d'arrangements complexes et se composant de plusieurs sections. Les thèmes abordés dans les paroles subirent des changements drastiques après l'arrivée de Peart, à cause de son goût pour la littérature fantasy et de science-fiction. Malgré ces différences, la musique reste du hard rock teinté de blues comme sur le premier album,.
Peu après, toujours en 1975, vient le troisième album Caress of Steel, composé de cinq pièces dont deux longues suites : The Necromancer et The Fountain of Lamneth. Bien que toujours fondamentalement du hard rock, ce disque montre une volonté d'expérimentation, au risque de manquer de finition. Ainsi, les critiques stigmatisent souvent le manque de précision et un collage trop évident des parties dans les longues chansons. L'album repose également beaucoup plus que les précédents sur le récit et la recherche d'ambiance. La volonté du groupe est de faire une véritable percée avec Caress of Steel. Malheureusement, les ventes sont médiocres et la tournée associée à l'album, ne comprenant que de petites salles, est ironiquement surnommée le Down the tubes tour (la tournée perdue). La maison de disques de Rush insiste alors naturellement pour que le groupe rende sa musique plus accessible et commerciale. Malgré cela, ses membres ignorent ce genre de requêtes et publient dans la même veine 2112. Les bons résultats de ce disque, qui est leur premier à atteindre le statut de disque de platine au Canada justifièrent leur souci d'indépendance. La tournée 2112 culmine lors d'une série de trois soirées au Massey Hall de Toronto, où le groupe enregistre d'ailleurs son premier album en concert intitulé All the World's a Stage. Le critique Greg Prato de Allmusic Guide rappelle à quel point l'album marque la transition entre les premières réalisations du groupe et l'ère progressive de son œuvre,.

### Période progressive (1977-1981)
Après 2112, Rush enregistre ses deux albums suivants, A Farewell to Kings (1977) et Hemispheres (1978), aux studios Rockfield, au Pays de Galles. Ces disques s'inscrivent dans la veine progressive avec plusieurs chansons longues et conceptuelles, des structures rythmiques et une orchestration dynamiques, confirmant la tendance déjà sensible dans les deux albums précédents. On notera en particulier la proximité de certaines chansons, comme Xanadu, avec la musique de Yes. Pour ce qui est des instruments, Alex Lifeson commence à utiliser des guitares acoustiques à six et douze cordes, alors que Geddy Lee se perfectionne avec les claviers, notamment le Minimoog, ainsi que des pédales basses. De son côté, Neil Peart diversifie sa panoplie, ajoutant notamment le triangle, le glockenspiel, les wood-blocks, les cencerros, les timbales, le gong et les cloches tubulaires. Pour ce qui est des paroles, ces albums continuent dans la veine fantasy et science-fiction, qui sont au demeurant des thèmes usuels en rock progressif, bien que le titre même A Farewell to Kings marque l'éloignement progressif au côté fantasy/historique. Notons que les paroles écrites par Neil Peart sont hautement influencées par la poésie classique, ainsi que les œuvres de la romancière Ayn Rand, les exemples les plus explicites ayant été 2112 et Anthem dans Fly by Night.
Dans Permanent Waves (1980), le groupe atteint un style beaucoup plus stable, à la fois progressif, hard rock, et influencé par la new wave ainsi que par les utilisations récentes de reggae en rock. Bien que divers éléments, tels que l'utilisation plus ou moins importante de synthétiseurs, modifient par la suite l'effet sonore du groupe, tous les albums suivants partagent de nombreuses caractéristiques avec celui-ci, au niveau rythmique, mélodique, harmonique, dans la thématique des paroles ou encore la durée des chansons, qui ne dépassera plus que rarement les six minutes. Cette durée plus standardisée a permis au groupe, dès Permanent waves, de bénéficier de plus de diffusion radio. Ainsi, l'album devint le premier de Rush à être classé dans le top 5 aux États-Unis, les chansons The Spirit of Radio et Freewill continuant d'être fréquemment diffusées sur les radios canadiennes et américaines. D'autre part, les paroles de Peart se concentrent de plus en plus sur des sujets intellectuels, explorant la société, l'humanisme, les émotions et la métaphysique. On ressent notamment l'importance donnée par l'auteur à la libre pensée dans Freewill, alors que Natural Science montre une croyance envers les vertus de la science et de l'honnêteté intellectuelle. Après cet album, Rush aide le groupe de Toronto Max Webster pour l'enregistrement de la chanson Battlescar de son album de 1980 Universal Juveniles. C'est alors que le parolier Pye Dubois de Max Webster offre à Rush les paroles d'une chanson qui va devenir Tom Sawyer.
Le sommet de la popularité de Rush est atteint en 1981 avec Moving Pictures. Ce disque poursuit la transition vers une musique d'accès plus direct. Alors que le thème très libertaire de Permanent waves est illustré par des passages instrumentaux très complexes et nerveux, le style se fait plus carré sur Moving Pictures, comme on peut le constater sur Tom Sawyer, qui est du reste probablement le single le plus célèbre du groupe, ainsi que sur Red Barchetta et Witch hunt. La richesse rythmique n'est cependant pas absente, que ce soit dans le très populaire instrumental YYZ ou dans l'autre single à succès Limelight. Notons aussi la présence de la dernière chanson de plus de dix minutes écrite par le groupe : The camera eye, fresque sur les villes qui annonce, par sa thématique et la domination du synthétiseur, l'album Signals. Pour ce qui est des classements, Moving Pictures a atteint la troisième place du Billboard 200 et est certifié quadruple disque platine aux États-Unis par la RIAA. Après la fin de la tournée associée à Moving Pictures, Rush publie son deuxième album en concert : Exit...Stage Left, qui recouvre toute la période progressive et montre donc le groupe à l'apogée de sa popularité et de ses performances.

### Période électronique (1982-1988)
Les synthétiseurs sont présents dans la musique de Rush quasiment depuis les débuts du groupe. Cependant, c'est à partir de Signals que ceux-ci vont être utilisés pour des mélodies principales, et ce également dans les trois albums suivants,. Ainsi, dans Signals, on est d'emblée plongé dans des nappes électroniques sur la chanson d'ouverture Subdivisions. De plus, Losing it est la seule chanson du groupe presque exclusivement électronique, on y entend notamment pour la première fois un violon électronique joué par un des collaborateurs du groupe, Ben Mink. Les guitares sont toujours très présentes, mais plutôt pour appuyer les riffs et pour des solos de durée limitée. Notons également la présence sur cet album du single New World Man, qui atteint le top 40 pop aux États-Unis. Les autres chansons du disque poussent encore un peu plus loin l'intégration d'éléments de genres musicaux extérieurs comme le reggae, le ska et le funk.
L'album suivant, Grace Under Pressure, continue dans la même veine sonore. Notons que le groupe rompt avec son producteur de longue date Terry Brown, et veut recruter Steve Lillywhite, qui a travaillé avec U2 et les Simple Minds, malheureusement, celui-ci se désiste au dernier moment, au grand désarroi du groupe. Le titre de l'album vient ainsi peut-être de cette position très inconfortable dans laquelle Rush se retrouve. Le groupe finit par coproduire le disque avec Peter Henderson. Le titre est d'autre part très adapté aux thèmes alarmistes, notamment liés à la guerre froide, qui sont développés dans l'album. Du côté de ses instruments, Neil Peart adopte pour ce disque une batterie électronique Simmons, ceci très en accord avec l'orientation électronique du groupe. Cependant, Grace under pressure est en fait moins électronique et plus rock que Signals, essentiellement à cause d'un regain d'activité d'Alex Lifeson. Par exemple, la chanson d'ouverture, Distant Early Warning , est un classique du groupe, intégrant avec succès les instruments électroniques, une guitare très active, ainsi que des éléments reggae. Elle est jouée dans la plupart des concerts du groupe depuis lors. Le reste de l'album est plus intimiste, et est souvent sous-estimé par la critique, malgré sa grande cohérence.
L'album suivant marque cette fois une réaction par rapport à l'intimisme de Grace Under Pressure. Power Windows est probablement l'album de Rush présentant la plus grande tendance commerciale, ainsi que des arrangements très séduisants bien que peu risqués et certains artifices harmoniques. Ainsi, sur Marathon et Territories, on peut entendre les seuls changements de ton finaux de l'œuvre de Rush. Le succès de l'album est néanmoins modéré, notamment à cause de l'absence de single évident, les chansons étant plutôt d'une qualité très régulière. Ce style léché est en accord avec le thème de l'album, qui traite essentiellement de la société capitaliste.
Le dernier album de la période électronique est Hold Your Fire. Il est en quelque sorte un compromis entre les deux albums précédents, ce qui est logique vu que l'album traite de la recherche de l'équilibre, notamment au travers de métaphores basées sur les quatre éléments. Ce son plus neutre, la présence de chansons très frappantes comme les deux premières : Force Ten et Time Stand Still, ont permis à ce disque de recevoir un meilleur accueil critique et d'être considéré par certains comme le point culminant de cette période électronique. Peu d'évolutions dans le style instrumental peuvent être constatées sur ces trois derniers albums, on notera cependant qu'Alex Lifeson commence à utiliser des processeurs d'effets, ce qui a rendu plus propre le son de ses guitares.
Enfin, un troisième album en public, A Show of Hands, sort en 1988. Il contient des interprétations des chansons de la période électronique enregistrées lors des tournées de Power Windows et Hold Your Fire. À l'instar des albums studio, ce disque atteint le statut de disque d'or et atteint la 21e place du Billboard 200. Il est également un exemple de la polémique qui existe à propos du groupe. D'une part, Rush bénéficie du soutien inconditionnel d'un vaste parterre de fans, alors que la critique est souvent mitigée, notamment à cause du caractère anticonformiste du groupe. Ainsi, le critique Michael Azerrad de Rolling Stone considère ce disque comme une simple démonstration de force sans profondeur et pense que les fans considèrent le groupe comme la sainte Trinité. Ce disque marque également la fin de la collaboration entre Rush et le label Mercury Records, qui publie en 1990 la compilation Chronicles dont une version vidéo existe également.

### Période hybride (1989-1992)
Le style de Rush commence à s'éloigner du style électronique des années 1980 à partir de Presto. Ce disque, ainsi que le suivant, Roll the Bones, montrent un style hybride, mettant plus en valeur non seulement la guitare électrique, mais surtout la basse et les percussions, bien que les sons électroniques soient encore très présents. L'ensemble donne une impression nettement plus flamboyante que, par exemple, sur Hold your fire. Presto traite de divers thèmes socio-culturels, en particulier de divers artifices, le titre de l'album étant lié à la prestidigitation. La musique est assez impressionnante, un peu tape-à-l'œil, vraisemblablement volontairement, en rapport avec les thèmes abordés. Roll the Bones montre un son comparable mais adopte un style plus direct. L'ouverture de l'album, Dreamline, qui est également son principal single, est une chanson très dynamique qui est vite devenue un standard des concerts du groupe. Cet album parle essentiellement du jeu, ce qui permet d'aborder divers thèmes annexes, toujours très sociaux, au travers de l'histoire d'un personnage-type à Las Vegas. Notons la chanson Heresy, où on s'éloigne quelques minutes du thème pour parler de la chute du communisme, la musique n'étant pas sans rappeler Grace under Pressure et cette chanson peut être vue comme un épilogue. Musicalement, Roll the bones présente quelques petites expériences : un passage rap dans la chanson titre ainsi que quelques éléments jazz dans Ghost of a chance?.

### DeCounterpartsàVapor Trails(1993–2003)

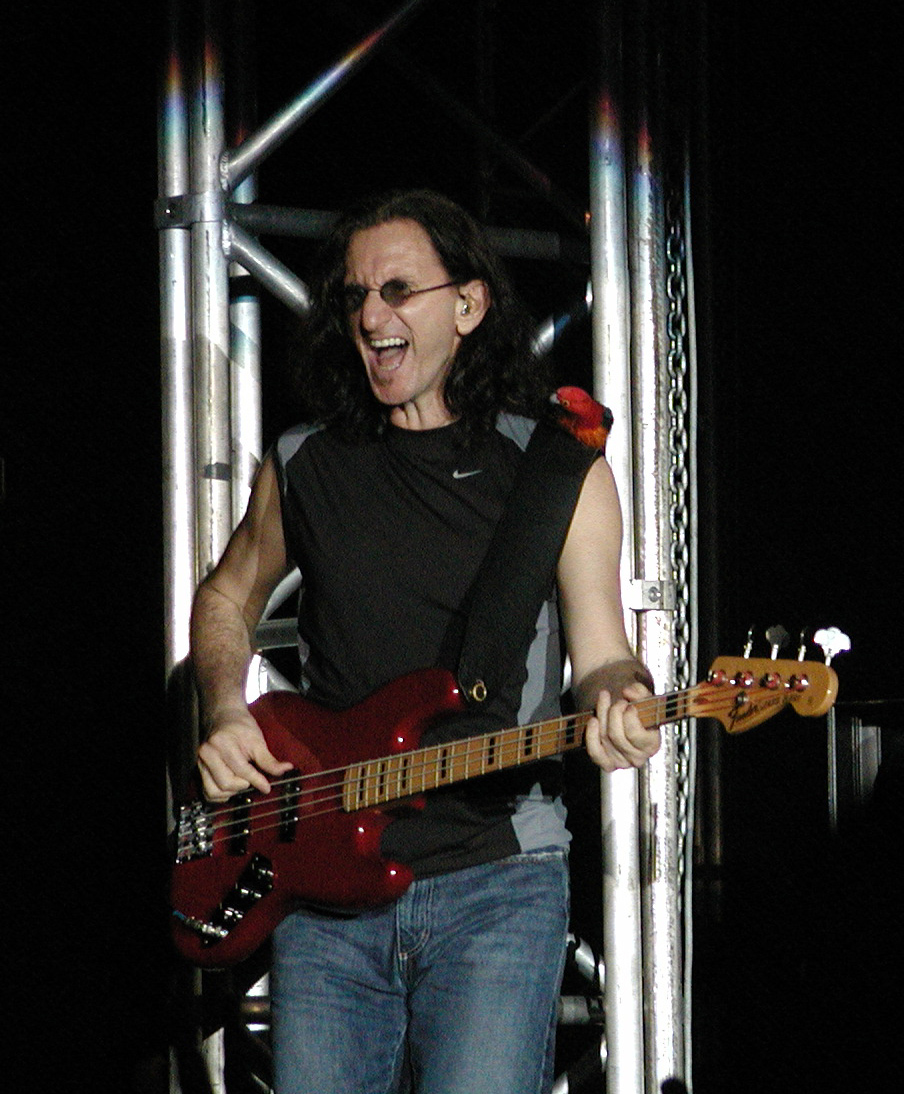
Geddy Lee à Milan, Italie, avec Rush en 2004.

Comme beaucoup de groupes à la même époque, notamment à cause du succès du rock indépendant, Rush revient en 1993 à un son radicalement plus rock, voire métal, avec l'album Counterparts. Ce disque parle essentiellement des relations entre hommes et femmes, qui sont lesdites contreparties. Notons la pochette un peu osée présentant une vis et un boulon se complétant. Aucune vulgarité n'est présente, le groupe aborde des sujets sexuels en mesurant ses mots. La musique est donc un rock beaucoup plus solide et moins éclectique que dans les albums précédents, la perte de diversité étant compensée par l'impression d'un travail très unitaire. L'album suivant, Test For Echo, en 1996, continue dans la même veine sonore, avec toutefois quelques passages plus électroniques afin de rencontrer le thème du disque, qui traite de l'importance croissante de l'informatique et d'autres nouvelles technologies à cette époque. En particulier, la chanson Virtuality prophétise l'essor de l'internet et l'activité sociale foisonnante qui s'y est développée. Notons dans Test For Echo une évolution de la technique de Neil Peart, qui intègre des éléments jazz et swing, ayant fait un stage auprès de Freddie Gruber entre les deux albums. Fin 1996, le groupe se produit en Amérique du Nord lors du Test For Echo Tour, sa première tournée sans un autre groupe en première partie.
Le groupe connaît ensuite une pause de cinq ans. En effet, Neil Peart vit deux tragédies : sa fille Selena meurt dans un accident de voiture en août 1997, puis son épouse Jacqueline d'un cancer en juin 1998. Dans le livre qu'il a écrit depuis lors, Peart raconte qu'il a dit aux autres membres du groupe de le considérer comme étant à la retraite, lors des funérailles de sa fille. Après ces drames, Peart part dans un très long voyage à motocyclette, parcourant l'Amérique du Nord en long et en large, totalisant environ 88 000 km. Entretemps, en novembre 1998, un triple album en concert intitulé Different Stages sort, dédié à la mémoire de Selena et Jacqueline. Ce quatrième album en public reprend des enregistrements des tournées de Counterparts et Test For Echo, ainsi que du plus ancien A Farewell to Kings.
Pendant son voyage, Peart décide de réintégrer le groupe. Ainsi, au début de 2001, après s'être remarié, il annonce aux autres membres qu'il était prêt à retourner en studio. L'album Vapor Trails prend quelque quatorze mois pour être conçu, simplement parce que les membres ont décidé de prendre leur temps et sort en mai 2002. Ce disque est le plus dur jamais réalisé par le groupe, et le premier depuis très longtemps où les instruments électroniques sont, soit absents, soit très discrets. Le ton rageur de la musique, guère éloignée du métal, est à relier avec la durée de la pause forcée ainsi qu'avec une volonté, notamment de la part de Peart, de se réaffirmer. Ainsi, le premier single, qui est aussi le début de l'album, s'intitule One Little Victory (littéralement « une petite victoire ») et est conçu pour attirer l'attention des auditeurs par l'intensité et la rapidité de la guitare et des percussions. L'album est, comme toujours, accompagné d'une tournée homonyme dont le concert au stade de Maracana à Rio de Janeiro est édité sous le nom Rush in Rio en octobre 2003. Ensuite, pour fêter les trente ans de sa première publication, Rush sort en juin 2004 un album de reprises dénommé Feedback, comprenant notamment des titres des groupes Cream, The Who ou The Yardbirds, qui ont inspiré le groupe. Toujours en rapport avec cet anniversaire, le groupe se produit en Amérique et en Europe à l'été, tournée se dénommant R30: 30th Anniversary Tour, et dont le concert de Francfort est publié en CD et en DVD sous ce titre. Notons que cet album en concert est sort aussi en version Blu-ray en décembre 2009.

### DeSnakes and Arrowsà la séparation (2004–2018)
Après la tournée R30, le groupe annonce qu'il va travailler à un nouvel album en 2006. Enregistré en novembre de cette année, Snakes and Arrows sort finalement le 1er mai 2007, peu après la sortie du premier single Far Cry ». L'album débute à la 3e place du Billboard 200 avec 93 000 exemplaires vendus la première semaine, pour un total mondial d'environ 611 000 exemplaires. Ce disque est un peu moins violent que Vapor Trails et renoue avec une ambiance un peu plus progressive. On note par exemple la présence de trois pièces instrumentales, dont la longue The Main Monkey Business ainsi que le solo de guitare d'Alex Lifeson Hope. Les thèmes abordés dénotent un certain pessimisme face à la situation actuelle dans le Monde, par exemple dans Far Cry, Good News First ou Faithless.
La première tournée associée à l'album se déroulée entre le 13 juin et le 29 octobre suivant. Une deuxième session de concerts à lieu entre le 11 avril et le 24 juillet 2008, avec le dernier à Noblesville. En parallèle, un nouvel album en public sort le 14 avril de cette année, basé sur la première tournée et dénommé simplement Snakes and Arrows Live. Une version vidéo, en DVD et en Blu-ray, sort le 24 novembre,,.  
Alex Lifeson déclare en février 2009 que le groupe travaillerait probablement à un nouvel album à l'automne, avec le même producteur que pour Snakes & Arrows, Nick Raskulinecz. Depuis lors, d'autres annonces confirmant la réunion du groupe en studio sont faites, mais Neil Peart déclare qu'un album complet ne serait peut-être pas enregistré en une fois, plutôt quelques chansons qu'ils utiliseraient lors de la tournée qui doit avoir lieu en 2010.
Le vingtième album studio du trio, intitulé Clockwork Angels, parait en juin 2012 sur son propre label Anthem, distribué par RoadRunner Records. Il s'agit du premier concept-album officiel de Rush. Clockwork Angels débute à la 2e place du Billboard 200 avec 103 000 exemplaires vendus la première semaine
En septembre 2012, le groupe entame une nouvelle tournée mondiale dénommée Clockwork Angels Tour, en commençant par le continent Nord-Américain. Selon le magazine Rolling Stone daté de juillet 2015, la présente tournée pourrait bien être la dernière.
En 2014, le trio se voit remettre l’insigne d’officier de L'Ordre du Canada. C’est la première fois qu’un groupe plutôt qu’un particulier est choisi comme récipiendaire.
Le 29 avril 2015, Alex Lifeson explique lors d'un entretien que le R40 sera la dernière grande tournée du groupe, à cause de son arthrite et de la tendinite chronique de Peart. Il révèle cependant que le groupe continuera peut-être à jouer à l'avenir dans de petites tournées. Il révèle aussi qu'il souhaiterait composer une bande sonore avec Geddy Lee. Le 7 décembre, Peart annonce son retrait. Le lendemain, Lee insiste sur le fait que le commentaire de Peart a été déformé, et dit de lui qu'il « fait simplement une pause »,. Lifeson confirme en 2016 la tournée R40. Le documentaire Time Stand Still est annoncé en novembre de cette année.
Le 19 janvier 2018, Lifeson révèle : « Nous n'avons aucun projet pour partir en tournée, ni même pour enregistrer. En gros, c'est terminé. Après quarante-et-un ans, on s'est dit que c'en était assez,. »
Le 7 Janvier 2020, après avoir combattu la maladie pendant trois ans et demi, Neil Peart meurt d'un cancer au cerveau.

## Médias

### Jeux vidéo
L'album Moving Pictures est disponible en téléchargement pour Rock Band et Rock Band 2. La chanson Tom Sawyer est jouable dans Rock Band, The Trees dans Rock Band 2, Rock Band Unplugged et Guitar Hero On tour et YYZ dans Guitar Hero II.
La chanson The Spirit of Radio est jouable dans Guitar Hero 5. La pièce 2112 est jouable dans Guitar Hero: Warriors of Rock. On peut acheter Tom Sawyer, Limelight et Red Barchetta dans la boutique en ligne. Dans RockSmith, un pack de 5 chansons est téléchargeable depuis la boutique en ligne. Les chansons sont Tom Sawyer, Red Barchetta, YYZ, Limelight et Subdivisions.
Dans Guitar Hero : Warriors of Rock, la chanson 2112 est jouable dans son intégralité.

### Séries télévisées
Dans l'épisode 5 de la saison 2 de la série Chuck, le personnage éponyme parvient à récupérer un code (et à sauver le monde) en terminant un jeu extrêmement difficile en écoutant le titre Tom Sawyer du groupe Rush (les combinaisons du jeu sont calquées sur la musique du groupe. De plus dans l’épisode 7 de la saison 15 de la série Les Griffin (Family Guy en anglais), Peter raconte certaines histoires bien connues de la littérature et plus précisément celle de Huckleberry Finn, dans lequel le personnage croise Tom Sawyer l’invitant à un concert du groupe chantant la chanson éponyme. Dans l'épisode 6 de la série Freaks and Geeks, Nick joue une chanson au début de l'épisode, qui est Spirit of the Radio. Dans la série Futurama, un extrait de Tom Sawyer est joué lorsque Philip J. Fry fait face aux Space Invaders (Saison 4 - épisode 3: Histoires formidables II). Dans l'épisode 19 de la saison 4 de la série Chuck, Morgan demande a l'une des recrues quel est le meilleur album de Rush. Il répond Caress of Steel.
Dans la série Archer, le personnage de Krieger, le savant fou de l'agence ISIS, est fan de Rush, il possède un van aux motifs de différents albums du groupe, possède dans son laboratoire un set de batterie similaire à celui de Neil Peart, et fait référence aux chansons YYZ et Red Barchetta.
Dans l'épisode 5 de la saison 3 de Trailer Park Boys (Closer To The Heart), Bubbles veut aller au concert de Rush et Ricky enlève Alex Lifeson.
Dans la série City on a Hill, dans le premier épisode, Kevin Bacon chante Tom Sawyer et on entend le morceau a la radio de la voiture.
Dans la série Supernatural, à la fin du deuxième épisode de la saison 1, on entend Fly By Night.

### Films
Le groupe apparaît dans le film I Love You, Man de John Hamburg (2009). Dans le film Rock Academy pour enseigner le rock à ses élèves, le professeur (Jack Black) donne des CD a ses élèves. Il donne ainsi l'album 2112 dans la liste des CD. Dans le film Fanboys, l'un des héros (Hutch) est un fan absolu du groupe et interdit d'écouter autre chose que du Rush à quiconque monte dans son van tuné aux couleurs de l'alliance rebelle de Star Wars. À la fin du film, un autre héros du film (Eric) publie un comic-book intitulé Rush. Dans le film Fight Games, on peut entendre Working Man quand Seann William Scott commence à s'entraîner. Lors d'une scène du film WaterBoy de 1999, on peut entendre Tom Sawyer.
Dans le film d'Adam Sandler, Crazy Dad, on aperçoit à plusieurs reprises l'effigie de Rush sur le capot de la voiture de Sandler. Dans le film X-Men: Apocalypse, Peter Maximoff, alias Vif-Argent, porte un tee-shirt du groupe de l'album Moving Pictures Tour. Alex Lifeson joue un garde frontière canadien dans le film Suck sorti en 2009. Dans le film Infiltrator, Tom Sawyer peut être entendu au début du film.

### Autres
Subdivisions est cité dans Player One, le livre d'Ernest Cline. La chanson Tom Sawyer est utilisée dans le trailer du film Ready Player One réalisé par Steven Spielberg, adaptation cinématographique du livre Player One dans lequel on trouve également des références au groupe Rush.

## Membres

### Derniers membres
- Alex Lifeson : guitares, chœurs, synthétiseurs (1968–2018)
- Geddy Lee : chant, chœurs, basse, claviers, guitare (1968–1969, 1969–2018), paroles (1973–1974)
- Neil Peart (†) : batterie, percussions, paroles (1974–2018), mort le 7 janvier 2020

### Anciens membres
- John Rutsey (†) : batterie, percussions, chœurs (1968–1974), paroles (1968–1973), mort le 11 mai 2008
- Jeff Jones : basse, chant (août-septembre 1968)
- Lindy Young : claviers, chant, chœurs, guitare, percussions, harmonica (janvier-juillet 1969)
- Joe Perna : basse, chant, chœurs (mai-juin 1969)
- Mitchel Bossi : guitares, chœurs (février-mai 1971)

## Discographie

### Albums studio
- 1974 : Rush
- 1975 : Fly by Night
- 1975 : Caress of Steel
- 1976 : 2112
- 1977 : A Farewell to Kings
- 1978 : Hemispheres
- 1980 : Permanent Waves
- 1981 : Moving Pictures
- 1982 : Signals
- 1984 : Grace Under Pressure
- 1985 : Power Windows
- 1987 : Hold Your Fire
- 1989 : Presto
- 1991 : Roll the Bones
- 1993 : Counterparts
- 1996 : Test for Echo
- 2002 : Vapor Trails
- 2004 : Feedback
- 2007 : Snakes and Arrows
- 2012 : Clockwork Angels

### Albums en concert
- 1976 : All the World's a Stage
- 1981 : Exit...Stage Left
- 1988 : A Show of Hands
- 1998 : Different Stages
- 2003 : Rush In Rio
- 2005 : R30: 30th Anniversary World Tour
- 2008 : Snakes and Arrows Live
- 2011 : Time Machine 2011: Live in Cleveland
- 2013 : Clockwork Angels Tour

### Compilations
- Archives (avril 1978)
- Rush Through Time (uniquement en Europe et au Mexique) (avril 1978)
- Chronicles (septembre 1990)
- Retrospective I (1974-1980) (mai 1997)
- Retrospective II (1981-1987) (juin 1997)
- The Spirit of Radio: Greatest Hits 1974-1987 (février 2003)
- Gold (avril 2006)
- Retrospective III (1989-2008) (mars 2009)
- Working Men (novembre 2009)
- Time Stand Still: The Collection (mars 2010)
- Sectors (Boitier) (novembre 2011)
- Rush 50 (mars 2025)

Albums Hommage
- Subdivisions: A Tribute to Rush (2005), avec : Daniel J, Randy Jackson, Sebastian Bach, Andreas Kisser, Kip Winger, Dominic Cifarelli, Jeff Feldman, Robert Berry, Alex Skolnick, Dave Brooks, Jani Lane, Jeff Stinco, Mike Mangini et Vinnie Moore.

## Vidéos
- Exit...Stage Left (VHS, Laserdisc, DVD dans le coffret Replay de 2006) (1981 PolyGram)
- Through the Camera Eye (VHS, Laserdisc) (1985 PolyGram)
- Grace Under Pressure Tour (VHS, Laserdisc, en DVD dans le coffret Replay de 2006) (1985/1986 PolyGram)
- A Show of Hands (VHS, Laserdisc, en DVD dans le coffret Replay de 2006) (1989 PolyGram)
- Chronicles (VHS, Laserdisc, DVD) (1990 PolyGram)
- Rush in Rio (DVD) (octobre 2003)
- R30: 30th Anniversary World Tour (DVD) (novembre 2005)
- Rush Replay X 3 (coffret 3 DVD : Exit...Stage Left, Grace Under Pressure Tour et A Show of Hands ̹̹plus cd audio de la vidéo Grace Under Pressure Tour) (juin 2006)
- Snakes and Arrows Live (DVD et blu-ray) (octobre 2008)
- Working Men (compilation live DVD) (novembre 2009)
- Beyond the Lighted Stage (DVD et blu-ray - documentaire sur l'histoire du groupe, des débuts à Snakes & Arrows, avec de nombreuses interviews, photos et images d'archives inédites) (septembre 2010)
- Time Machine 2011: Live in Cleveland (DVD et blu-ray) (novembre 2011)
- R40 Boîtier DVD-Blu Ray - Contenant les DVD Rush in Rio, R30: 30th Anniversary World Tour, Snakes and Arrows Live, Time Machine 2011: Live in Cleveland, Clockwork Angels Tour et un CD d'inédits[62].

## Albums solo
- Victor / Alex Lifeson (1996)
- My Favorite Headache / Geddy Lee (novembre 2000)